# GREEN (TOKIO의 싱글)
《GREEN》는 TOKIO의 26번째 싱글이다.

## 설명
- 싱글 전 곡은 하나의 스토리로 이어진 곡이다.
- TOKIO의 10주년 기념 라이브 콘서트에서 처음으로 노래 하였다 (일본에서는 피로하였다 라고 표현한다).
- 2006년 라이브 하우스 투어 〈TOKIO Special GIGs 2006∼Get Your Dream∼〉에서는 베이시스트인 야마구치 타츠야가 보컬을 맡았다.
- 수록곡 《GREEN》은 TBS계 《진검승부!》 타이업 되었다.
- 수록곡 《Neighbor》는 TBS계 《진검승부!》 코너 가운데 〈일본에서 제일 인기가 많지 않은 남자〉엔딩 곡으로 타이업 되었다.

## 스토리 구성
싱글의 스토리 구성은 아래와 같다.
- Neighbor : ‘동경’이라는 테마를 가지고 있다. 가사의 내용과 함께 ‘계속해서 아파온 자신’을 ‘이웃 사람(Neighbor)’이라고 설명하고 있다. Tom Nashville는 멤버 나가세 토모야이며 당시 고정 레귤러를 맡고 있던 〈진검승부!〉의 기획 가운데 ‘일본에서 제일 인기가 많지 않은 남자’라는 컨셉을 이유로, 작사·작곡·편곡까지 모두 홀로 진행시킨 곡이다.
- GREEN : ‘맹세’라는 테마를 담고 있다. 본래는 친구의 결혼축의금을 의도하여 만든 곡이지만 ‘영원한 사랑을 맹세한다’는 노래이다.
- Southend : ‘추억’을 테마로 한 노래이다. 지나간 연애를 회고하고, 그리운 마음을 담은 헤어짐의 노래.

## 수록곡
1. Neighbor
  - 작사/작곡 : Tom Nashville / 편곡 : Tom Nashville & KAM
2. GREEN
  - 작사/작곡 : HIKARI, 편곡 : 시마타 마사노리
3. Southend
  - 작사/작곡/편곡 : HIKARI
4. Neighbor (Backing Track)
5. GREEN (Backing Track)
6. Southend(Backing Track)